# Lubelskie Zagłębie Węglowe
Lubelskie Zagłębie Węglowe (LZW) – zagłębie typu paralicznego, tzn. powstałego w zapadlisku na przedpolu fałdowań górotwórczych, we wschodniej Polsce, na terenie Wyżyny Lubelskiej w województwie lubelskim, w lewym dorzeczu Bugu. Jest przedłużeniem Lwowsko-Wołyńskiego Zagłębia Węglowego znajdującego się na Ukrainie i ciągnie się od granicy kraju do Radzynia Podlaskiego. Obejmuje obszar 4 tys. km2 , długość 180 km, szerokość ok. 22 km.

## Złoża
Państwowy Instytut Geologiczny przyjmuje ok. 9100 km² jako obszar o zdefiniowanych perspektywach złożowych, które mają grubość nadkładu od 360 do ponad 1000 m. Złoża rezerwowe rozpoznane szczegółowo Lubelskiego Zagłębia Węglowego zajmują obszar 340 km², a złoża rozpoznane wstępnie 610 km². Zasoby bilansowe węgli w LZW, stanowią około 21,5% polskich zasobów bilansowych węgla kamiennego. Według Państwowego Instytutu Geologicznego na LZW jest 11 udokumentowanych złóż węgla kamiennego o zasobach wynoszących 9260 mln ton, z których tylko 1 złoże jest zagospodarowane (799 mln ton). W zagłębiu działa obecnie jedna kopalnia: LW Bogdanka (uruchomiona w 1982 r.). 
Zagłębie Lubelskie ma kształt długiego na 180 km i szerokiego na 20–40 km pasa rozciągającego się od północnego zachodu na południowy wschód. Powierzchnia zagłębia wynosi ok. 9,1 tys. km², jednak obszar o znaczeniu użytkowym jest o połowę mniejszy. Węgiel występuje w utworach karbonowych, w szeregu pokładów o miąższości od 0,9 m do 2 m. Eksploatacja złóż natrafia na trudności techniczne wynikające z budowy geologicznej obszaru, na którym występują cztery obfite warstwy wodonośne. 
Pod względem użytkowym wyróżniają się okolice Łęcznej w centralnym rejonie węglowym (CRW), w którym udokumentowano dziewięć złóż. Na północny zachód od CRW udokumentowano cztery złoża Północnego Rejonu Węglowego w rejonie wsi Ostrów i Kolechowice, na południowy wschód od CRW rozpoznano złoże Południowego Rejonu Węglowego w rejonie Chełma, a w rejonie Sawina i Orzechowa opisano Wschodni Rejon Węglowy. 

## Historia

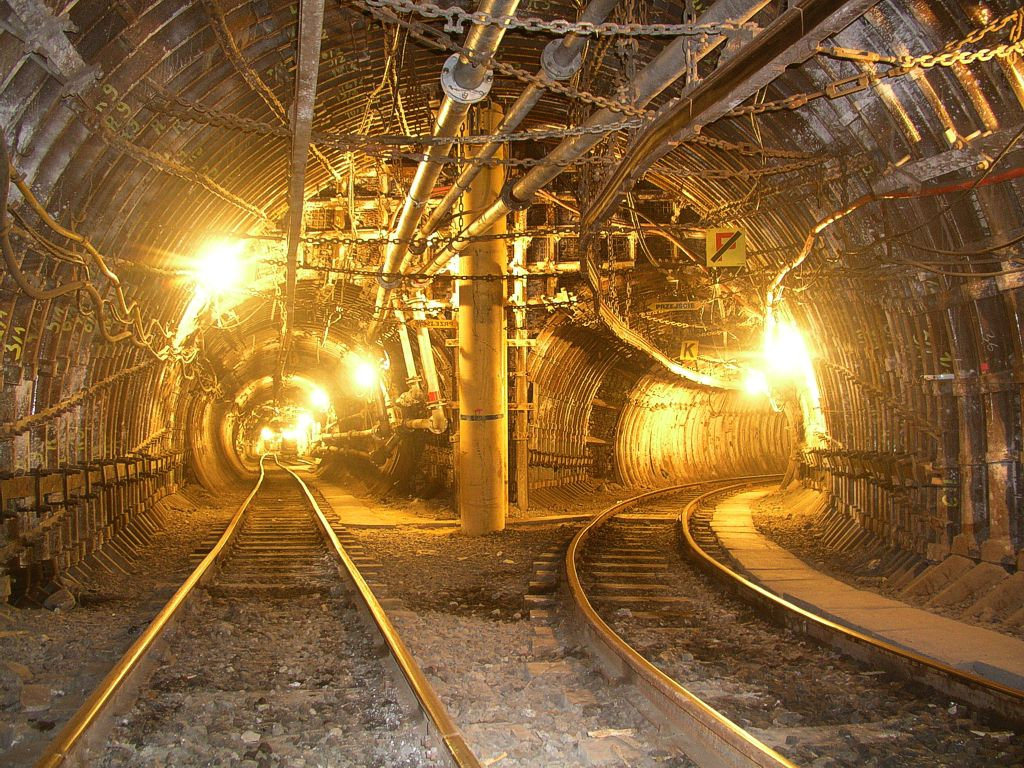
Kopalnia Bogdanka

Lubelskie Zagłębie Węglowe jest najpóźniej zagospodarowanym górniczo rejonem węglowym w Polsce. Zostało odkryte w wyniku prac geologiczno-poszukiwawczych zainspirowanych hipotezą Jana Samsonowicza (zm. 1958) o możliwości występowania na Wołyniu, węgla pod pokładami skał jurajskich i kredowych. W latach II wojny światowej radziecka służba geologiczna prowadziła rozpoznanie na wschód od Hrubieszowa i udokumentowała w drugiej połowie lat 40. namurskie złoża węgla, które zagospodarowano już w 1952 r. jako Lwowsko-Wołyńskie Zagłębie Węglowe na terenie Ukrainy, gdzie aktualnie czynnych jest 5 kopalni, a dwie są w budowie. Jak się później okazało jest ono przedłużeniem Zagłębia Lubelskiego w kierunku południowo-wschodnim z westfalskimi pokładami węgla, pod względem ekonomicznym bardziej opłacalne od złóż namurskich. Poszukiwania w Polsce rozpoczęto po II wojnie światowej dopiero w latach 60. XX w. przez Józefa Porzyckiego z Instytutu Geologicznego OG w Sosnowcu. Pierwszą dokumentację złoża węgla „Łęczna” opracowano w 1971 roku. To za rzeczywiste odkrycie złoża węgla na Lubelszczyźnie zespół pod kierunkiem wspomnianego J. Porzyckiego otrzymał Nagrodę Państwową I stopnia, a wśród jej laureatów znaleźli się m.in. A. Jachowicz, Z. Dembowski, K. Bojkowski i pośmiertnie J. Samsonowicz. Od 1972 roku zaczęto dokumentować złoża lubelskie w kategoriach przemysłowych (E. Ptak, G. Surma, M. Trejta, R. Brzezina, K. Dyjor i in.). Kontynuowano również geologiczne badania regionalne między Hrubieszowem a Łukowem (Instytut Geologiczny OG w Sosnowcu A. Zdanowski, L. Gurba, T. Migier, Ł. Musiał, M. Tabor i in.) do 1968 roku, gdy wytyczono zasięg teoretycznego basenu lubelskiego. Te wyniki były podstawą do dalszych prac, których celem było wyznaczenie obszarów najistotniejszych z punktu widzenia eksploatacji surowcowej. W związku z tym po 1968 roku prace poszukiwawczo-rozpoznawcze skoncentrowane były w obszarze między Łukowem, Parczewem, Chełmem, Hrubieszowem i granicą z Ukrainą. W 1989 r. doszło do zatopienia kolejnych dwóch szybów w planowanej drugiej kopalni K-2 (rejon Stefanów).